# 海軍航空技術廠
海軍航空技術廠（日语：海軍航空技術廠，早期曾簡稱為航空廠，但之後較常被簡稱為空技廠）是日本帝國海軍轄下之研發單位，主要負責與日本海軍相關的飛機相關技術研發、調查、以及審核。

## 簡介
空技廠在編制上屬於橫須賀鎮守府管轄，1932年（昭和7年）4月1日在海軍神奈川縣追濱機場旁設置的海軍航空廠為其起源。海軍航空廠吸收了原本日本海軍與飛機相關的各式單位成為海軍專責航空研發事務的研發單位，1940年4月15日（昭和15年）正式改稱為海軍航空技術廠。1941年（昭和16年）空技廠在原址旁邊增設支場專門負責航空兵器的開發以及測試，主廠與支廠的人員編制約有技術人員2000人，技工3~4萬的大型研發部門。1945年(昭和20年)，空技廠改名為航空第一技術廠，1941年的增設支廠與電波本部、統合、技術研究所一部份整合成航空第二技術廠。
與民間飛機製造商的定位不同，空技廠主要的工作是引進各種飛機科技於日本海軍飛機中，因此強調實驗機與研究機的製作以及新技術的引入，大多時間並不直接主導實戰機種開發；戰爭爆發後因為實戰機的科技與敵軍大幅落後因此加入實戰用機研發行列，講求新技術應用的空技廠在戰爭中後期研發出之機種在帳面性能上雖然有著優秀表現，但是過度使用尚未成熟的技術讓空技廠的機種有著生產以及維修複雜以及妥善率低的惡名（彗星以及銀河此點尤其明顯），更為人所知的惡名則是戰爭末期的櫻花特攻機，此機種也是出自空技廠之手。
戰後，空技廠由於是軍方組織因此遭到盟軍強制解散，技術人員流入民間後對日本戰後重工業以及電子產業的發展有一定程度的影響。

## 組織
- 科學部
- 發動機部
- 飛行機部
- 飛行實驗部
- 兵器部
- 發著機部
- 材料部
- 爆擊部

## 研發裝備

### 戰機
- 九二式艦上攻撃機（1932年）
- 九六式艦上攻撃機（1937年）
- 零式小型水上偵察機（1940年）
- 彗星艦上轟炸機（1940年）
- 二式艦上偵察機（1942年）
- 繞雲陸上偵察機 （1942年）計劃
- 銀河轟炸機（1944年）
- 極光夜間戰鬥機（1944年）
- MXY-7櫻花特別攻擊機（1945年）
- 明星轟炸教練機（1944年）
- 梅花特別攻擊機（1945年）
- 景雲陸上偵察機（1945年）

### 噴射發動機
- TR10：推力300kg
- Ne-10改（原名TR10改）
- Ne-12（原名TR12）：推力320kg
- Ne-15（原名TR15）：後空技廠以此引擎為藍本與石川島重工合作研發Ne-20